# Malčice
Malčice (Hongaars: Málca) is een Slowaakse gemeente in de regio Košice, en maakt deel uit van het district Michalovce.
Malčice telt 1.451 inwoners.